# 세인트미카엘 동굴

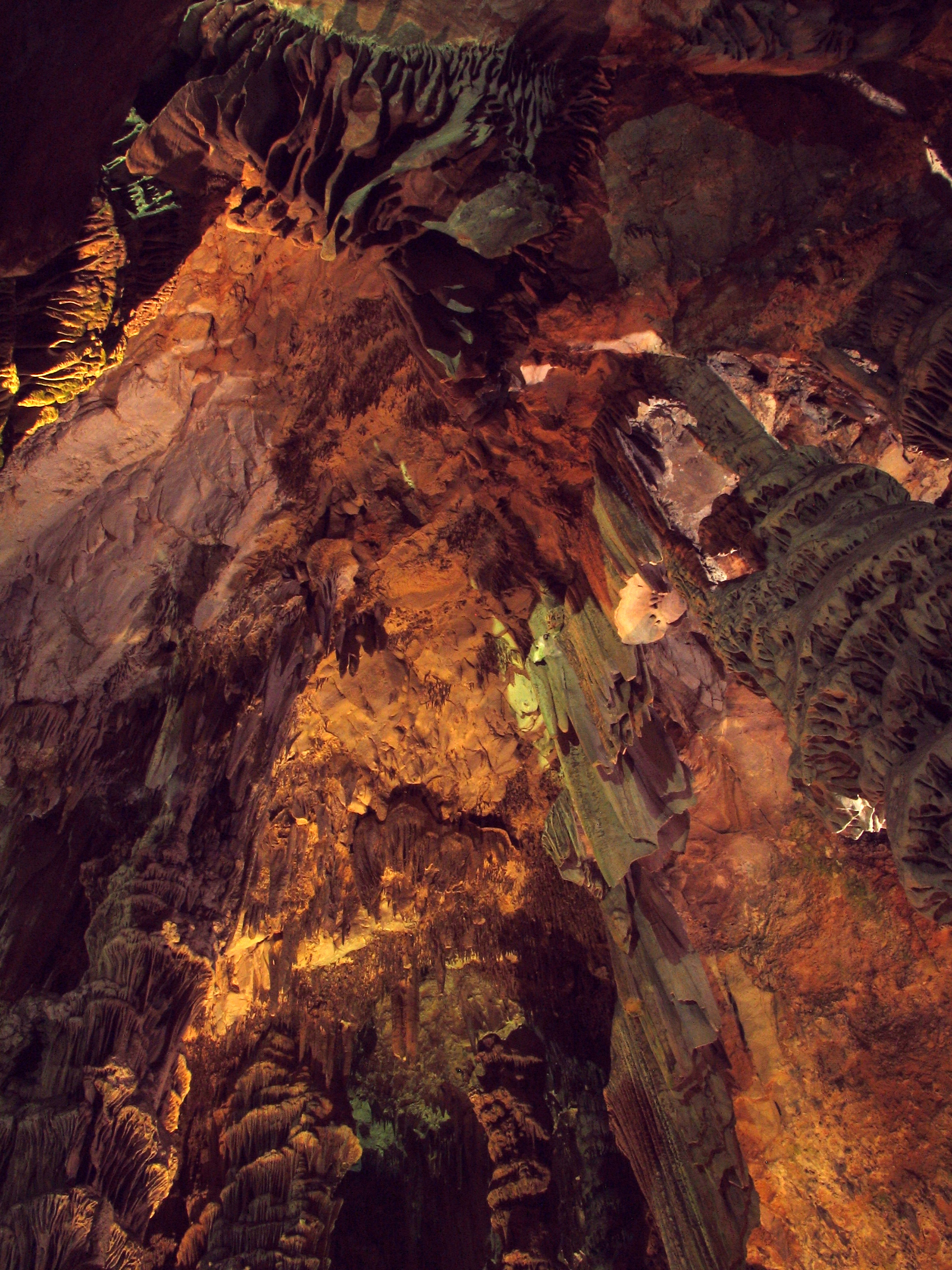
세인트미카엘 동굴

세인트미카엘 동굴(St. Michael's Cave)는 지브롤터에 있는 동굴이다.

## 같이 보기
- 고르함 동굴